# Vénuste Niyongabo
Vénuste Niyongabo (Vuglio, 9 de desembre, 1973) és un ex atleta de Burundi especialista en mig fons i fons.
Membre de l'ètnia tutsi, Niyongabo guanyà la medalla d'argent als 1.500 m del Campionat del Món Júnior de 1992. Al Campionat del Món absolut de Stuttgart 1993 arribà a semifinals. Progressà els anys següents, i el 1995 guanyà la medalla de bronze al Mundial de Göteborg en la prova dels 1.500, acabant just darrere de Noureddine Morceli i Hicham El Guerrouj.
Als Jocs Olímpics de 1996 d'Atlanta decidí canviar de prova i competí als 5000 metres, cedint la plaça dels 1500 al seu compatriota Dieudonné Kwizera. El canvi fou molt bo i Niyongabo guanyà la medalla d'or, primera i única (a data de 2009) d'un atleta del país.
Les lesions causaren que no tornés a assolir el seu més alt nivell. Als Jocs del 2000 només assolí la 15a posició a semifinals.